# Kanton Entre-Deux
Der Kanton Entre-Deux war von 1949 bis 2015 ein französischer Wahlkreis im Arrondissement Saint-Pierre des Übersee-Départements Réunion. Er umfasste lediglich die Gemeinde Entre-Deux selbst.